# 속도계

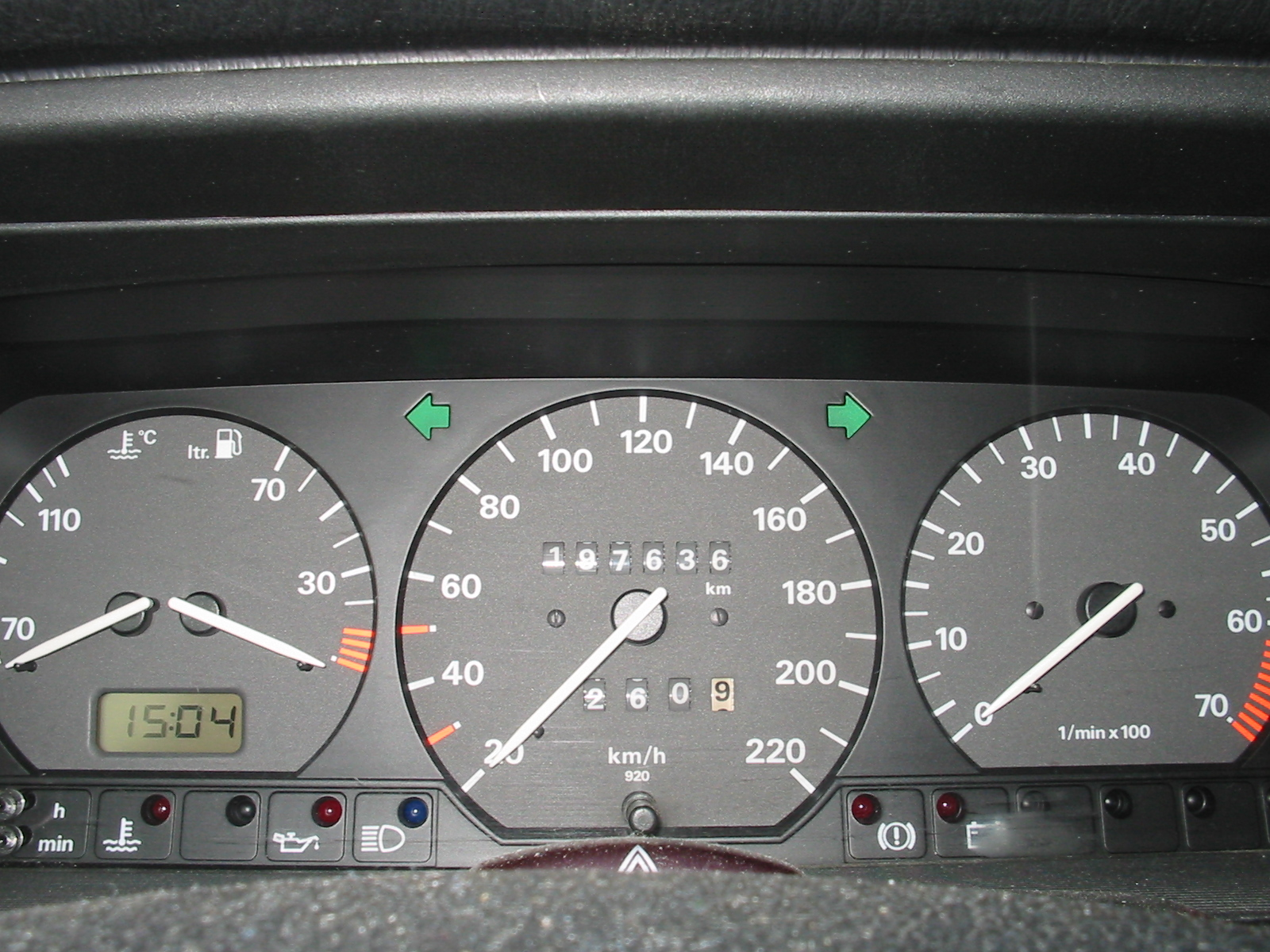

속도계(速度計)는 순간 빠르기를 측정하는 차량 계측기이다.

## 오류
속도계는 완전히 정확한 것은 아니다. 타이어 마모 때문에 10% 이상 수치가 더 높여져 있다. 현대의 속도계는 5%의 오차 정도까지는 정확하다고 말하지만 이는 합법적인 정확성을 뜻하며 완전히 정확하다는 말은 아니다. 속도 제한이 있는 상태에서는 정확히 판가름하기 힘들며 대부분의 나라는 레이다(RADAR)를 사용하여 속도를 측정한다.
실제 속도보다 속도계에서 보여야 하는 속도가 높게 나오는 것은 자동차에 대한 기술 기준의 일부이다. 제작 자동차의 경우, 25km/h의 속도에서 지시속도와 실제속도의 차이는 0보다 같거나 크고 16km/h보다는 같거나 작아야 한다.

## 같이 보기
- 주행거리계 (Odometer)
- 택시미터